# Mistrovství světa v alpském lyžování 2001
36. Mistrovství světa v alpském lyžování proběhlo v termínu od 29. ledna do 10. února 2001 ve rakouskám Sankt Anton am Arlberg.

## Medailisté

### Muži
| Soutěž      | Zlato                | Stříbro             | Bronz           |
| Sjezd       | Hannes Trinkl        | Hermann Maier       | Florian Eckert  |
| Slalom      | Mario Matt           | Benjamin Raich      | Mitja Kunc      |
| Obří slalom | Michael von Grünigen | Kjetil André Aamodt | Frédéric Covili |
| Super G     | Daron Rahlves        | Stephan Eberharter  | Hermann Maier   |
| Kombinace   | Kjetil André Aamodt  | Mario Matt          | Paul Accola     |

### Ženy
| Soutěž      | Zlato                   | Stříbro            | Bronz              |
| Sjezd       | Michaela Dorfmeisterová | Renate Götschlová  | Selina Hereggerová |
| Slalom      | Anja Pärsonová          | Christel Pascal    | Hedda Berntsen     |
| Obří slalom | Sonja Nef               | Karen Putzer       | Anja Pärsonová     |
| Super G     | Régine Cavagnoudová     | Isolde Kostnerová  | Hilde Gergová      |
| Kombinace   | Martina Ertlová         | Christine Sponring | Karen Putzerová    |

## Přehled medailí
| Pořadí         | Stát                   | Zlato | Stříbro | Bronz | Celkově |
| 1              | Rakousko               | 3     | 6       | 2     | 11      |
| 2              | Švýcarsko              | 2     | -       | 1     | 3       |
| 3              | Francie                | 1     | 1       | 1     | 3       |
| 3              | Norsko                 | 1     | 1       | 1     | 3       |
| 5              | Německo                | 1     | -       | 2     | 3       |
| 6              | Švédsko                | 1     | -       | 1     | 2       |
| 7              | Spojené státy americké | 1     | -       | -     | 1       |
| 8              | Itálie                 | -     | 2       | 1     | 3       |
| 9              | Slovinsko              | -     | -       | 1     | 1       |
| Medailové sady | Medailové sady         | 10    | 10      | 10    | 30      |